# Basíleios II

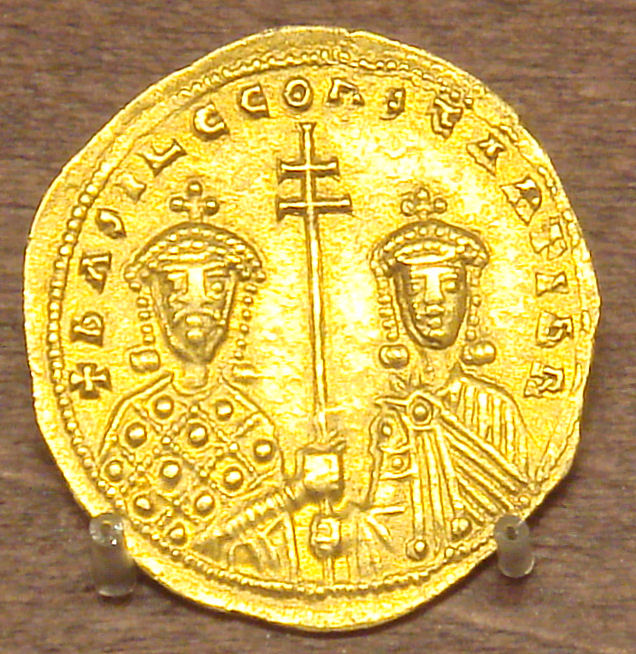
Các vua Basíleios II và Constantinus VIII, giữ Thập tự giá. Nomisma histamenon.

Basíleios II (tiếng Hy Lạp: Βασίλειος Β΄; 958 – 15 tháng 12 năm 1025), còn gọi là Basíleios Porphyrogenitus (tiếng Hy Lạp: Βασίλειος πορφυρογέννητος, đã Latinh hoá: Basíleios porphyrogennētos), hoặc Basíleios Trẻ (tiếng Hy Lạp: Βασίλειος ὁ νέος, đã Latinh hoá: Basíleios ho néos) để phân biệt với ông kỵ là Basíleios I xứ Macedonia, là hoàng đế Đông La Mã từ ngày 10 tháng 1 năm 976 tới ngày 15 tháng 12 năm 1025. Ông ta là hoàng đế cai trị lâu nhất trong lịch sử Đông La Mã, được coi là người đưa nhà nước này lên tới "thời kỳ hoàng kim".
Thời kỳ đầu làm vua, Basíleios II lo đánh dẹp những quý tộc chống đối ở Tiểu Á của những nội chiến chống những năm tháng làm vua đầu tiên của ông chứng kiến một cuộc nội chiến dai dẳng chống những quyền thần gốc gác quý tộc ở vùng Tiểu Á. Được sự giúp sức của Gruzia, Basíleios đến năm 989 đã thu phục được Tiểu Á. Sau đó Basíleios II tập trung tiến hành xâm lược, bành trướng về phía Đông. Các năm 992-998, Basíleios đánh nước Fatima nhưng không thắng. Năm 1000, Basíleios đánh Bulgaria, đối thủ đáng gờm nhất của Đông La Mã ở Đông Âu. Năm 1014, Basíleios dẫn quân giao chiến, đánh bại vua Bulgaria Samuil ở Kleidon. Sau đó Basíleios chọc mù các tù binh Bulgaria làm Samuil buồn chết. Vì lẽ đó, người đời sau gọi Basíleios là "Kẻ giết người Bulgaria" (tiếng Hy Lạp: Βουλγαροκτόνος, đã Latinh hoá: Boulgaroktónos). Đến năm 1018 Basíleios đánh quỵ hoàn toàn Bulgaria, sáp nhập vào La Mã. Năm 1021-1022, Basíleios đánh Gruzia, thắng 2 trận, lấy được đất Tao, Phasiane, Kola, Artaan và Javakheti. Sau khi ông ta chết, bờ cõi Đông La Mã trải dài từ miền Nam Ý cho Kavkaz và từ sông Donau tới biên giới Palestine, đây là lãnh thổ rộng nhất mà Đông La Mã có được kể từ khi bị quân Ả Rập xâm lược 4 thế kỷ trước.
Không chỉ nổi tiếng với chính sách bành trướng đầy tham vọng, Basíleios II điều hành việc nước khá trôi chảy, cắt giảm quyền lực của các gia đình đại địa chủ chi phối hành chính, quân sự Đông La Mã. Kinh tế thời này phát triển rất mạnh. Basíleios có một quyết định để lại ảnh hưởng lâu dài, đó là gả em là Anna cho đại vương công Vladimir I xứ Kiev để xin chi viện quân sự của Kiev, dẫn đến việc Ki-tô giáo hóa nước Nga Kiev và truyền bá văn hóa Đông La Mã vào Nga.